# Dawid Putto
Dawid Putto (ur. 17 maja 1991) — polski kajakarz, złoty medalista mistrzostw świata.
Największym osiągnięciem zawodnika jest złoty medal mistrzostw świata w Duisburgu w 2013 roku w sztafecie K-1 4x200 m.
Na Uniwersjadzie w Kazaniu zdobył trzy brązowe medale w konkurencjach: K-2 200 m, K-4 200 m oraz K-4 500 m.
Jest zawodnikiem Kopernika Bydgoszcz.